# At the Mountains of Madness
At the Mountains of Madness é uma novela literária de horror escrito por H. P. Lovecraft, em fevereiro/março de 1931 e foi rejeitada pelo editor Farnsworth Wright da Weird Tales que argumentou que o livro era longo demais. Foi então lançado em formato de série em fevereiro, março e abril de 1936, pela revista Astounding Stories. Já foi reproduzida em várias coleções.
A história detalha os eventos de uma expedição desastrosa ao continente antárctico em setembro de 1930 e era fundado por um grupo de exploradores liderados pelo narrador do conto, Dr. William Dyer da Universidade de Miskatonic. Durante a história, Dyer detalha uma série de eventos não contados na esperança de deter um outro grupo de exploradores que desejavam retornar ao continente.
O título da novela vem de uma fala de "The Hashish Man", um conto curto do escritor de fantasia Edward John Plunkett Dunsany: "E nós viemos finalmente para aquelas montanhas de marfim que são nomeadas Montanhas da Loucura ('Mountains of Madness')..."
Essa história popularizou o conceito de astronautas da antiguidade.
A recepção da crítica foi evoluindo ao longo do tempo e hoje a novela é aclamada como um dos melhores trabalhos de Lovecraft.